# Купуасу
{{#ifeq:0|0|{{#if:|{{#if:Theobromagrandiflorum|[[]}}|}}}}
Купуасу, Теоброма великоквіткова (Theobroma grandiflorum) — плодове дерево роду теоброма (Theobroma) родини мальвові (Malvaceae), близький родич какао.

## Анатомія і морфологія
Висота 5-15 м (дорослі рослини можуть досягати висоти 20 м) з коричневою корою. Листя великі шкірясті, яскраво-зелені оксамитові зверху і сірі знизу, 25-35 см завдовжки і 6-10 см шириною. Квітки ростуть пучками на стовбурі і товстих гілках (кауліфлорія), вони запилюються комахами, в основному попелицями та мурахами.

### Плід
Плоди довгасті соковиті ароматні, до 25 см завдовжки і до 12 см шириною, з щільною червоно-коричневої шкіркою 4-7 мм завтовшки. Усередині плоду міститься біла м'яка кислувато-солодка м'якоть з 25-50 насіннями, розташованими в п'яти гніздах. М'якоть має унікальний аромат і містить пуриновий алкалоїд теакрін (на відміну від какао, який містить кофеїн, теобромін і теофілін).
Насіння, що займають п'яту частину від обсягу плоду, містять до 50 % білої олії, за своїми властивостями близького до олії какао, але має більш високу температуру плавлення, завдяки чому виготовлений з них шоколад (купулат) не тане в роті. Плоди довгастої форми можуть досягати в довжину 25 см, при цьому ширина становить близько 12 см. Коричнева товста шкірка досягає в розрізі в середньому 5 мм. Під нею знаходиться соковита і дуже ароматна м'якоть білого кольору, в якій є приблизно 25-50 насіння, розташовані в 5 гніздах. На смак плоди кисло-солодкі, аромат схожий на цитрусовий.

## Використання
М'якоть плоду вживається в свіжому вигляді і використовується для виготовлення соків, цукерок, джемів, лікерів, йогуртів, додається в морозиво і в різні напої.